# دير غيلاتي
غيلاتي (بالجورجية: გელათის მონასტერი)، مجمع رهبانية يقع بالقرب من كوتايسي في غرب جورجيا. ويتضمن كنيسة العذراء والتي أسسها الملك ديفيد الرابع ملك جورجيا عام 1106، وكنائس القديس جورج والقديس نيكولاس من القرن الثالث عشر
كان دير غيلاتي ولفترة طويلة أحد المراكز الثقافية والفكرية الرئيسية في جورجيا. وقد تضمن أكاديمية عمل فيها أشهر العلماء واللاهوتيين والفلاسفة الجورجيين. وقد عمل بعضهم في أديرة أرثوذكسية مختلفة في الخارج، منها أكاديمية مانغان في القسطنطينية.
نظراً للأعمال المكثفة التي تجريها أكاديمية غيلاتي، يطلق عليها الناس اسم «اليونان الهيلينية الجديدة» وجبل آثوس الثاني.
في دير غيلاتي، ثمة عدد كبير من اللوحات الجدارية والمخطوطات المحفوظة، يتراوح تاريخها بين القرنين الثاني عشر والسابع عشر الميلاديين. دفن في دير غيلاتي أحد أعظم ملوك جورجيا، وهو ديفيد الرابع. تقع بالقرب من قبره بوابات كنجه والتي أخذها الملك ديمتريوس الأول كغنائم عام 1138.
عام 1994، اعترفت منظمة اليونسكو بدير غيلاتي كأحد مواقع التراث العالمي. عام 2008، أدرج صندوق الآثار العالمي الموقع في قائمة «مراقبة المعالم العالمية للمواقع الـ100 الأكثر تهديداً بالاندثار» للفت الانتباه إلى التدهور الناجم عن الإهمال لفترات طويلة.

## معرض الصور

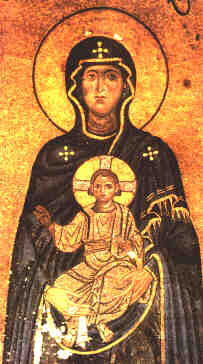
ثيوتوكس، لوحة جصية فسيفسائية
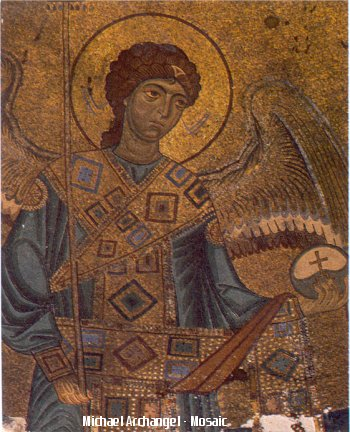
رئيس الملائكة ميخائيل، لوحة جصية فسيفسائية
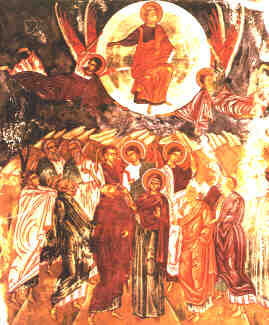
صعود يسوع المسيح، جدارية
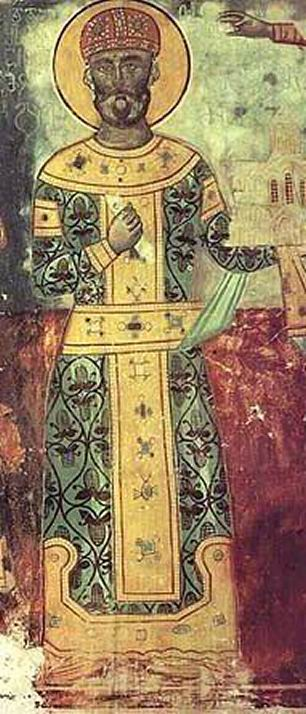
ديفيد الرابع، جدارية
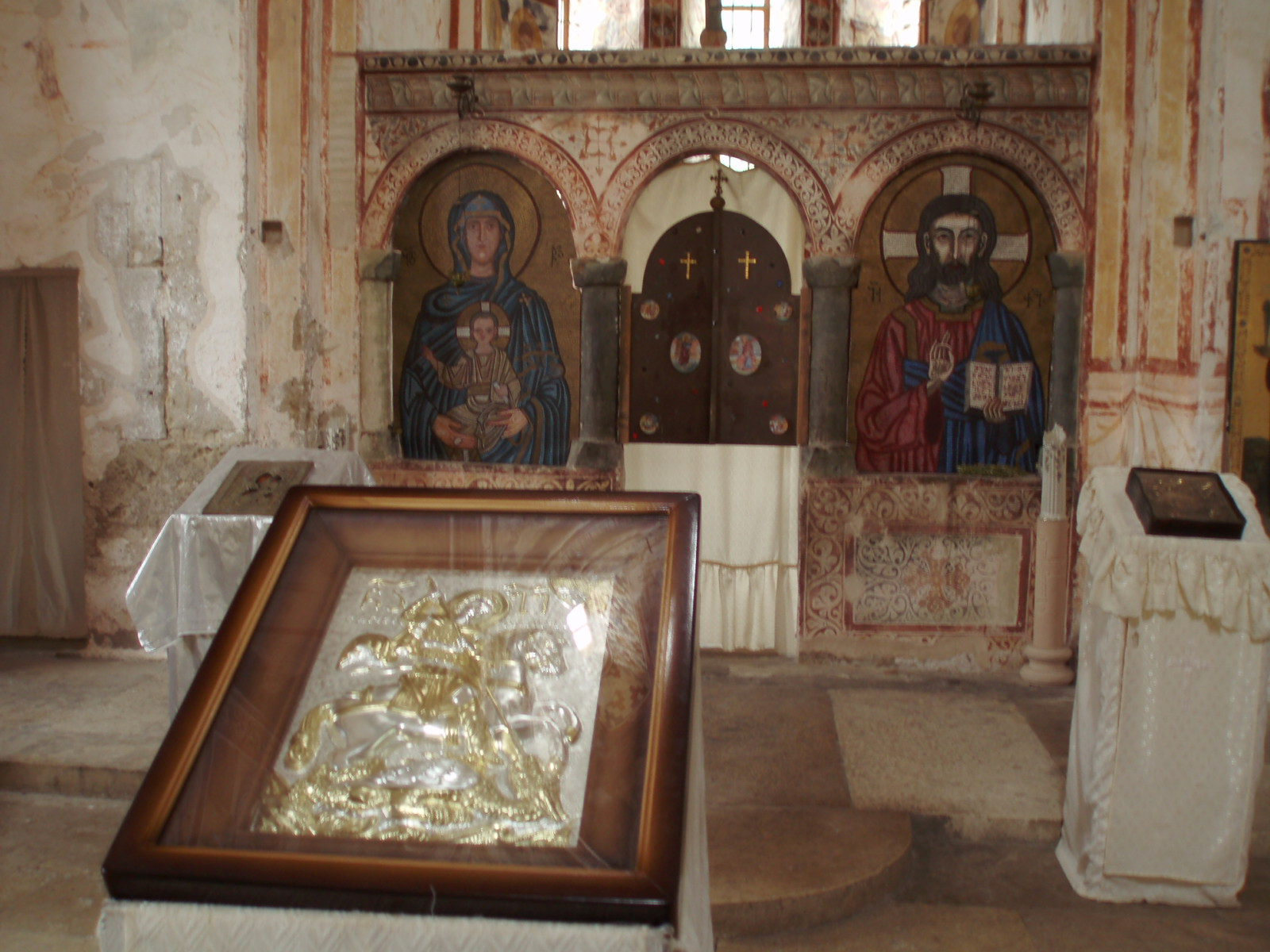
أيقونة جرجس أمام الحاجز الأيقوني
دير غيلاتي، كنيسة العذراء المقدسة. جدارية على الحائط الشمالي. من اليسار إلى اليمين: الملكة روزودان، الأمير باغرات، الملك جورج الثاني، الملكة هيلين، الملك باغرات الثالث، كاثوليكوس ايفيديوم تشيتديز، ديفيد البنّاء
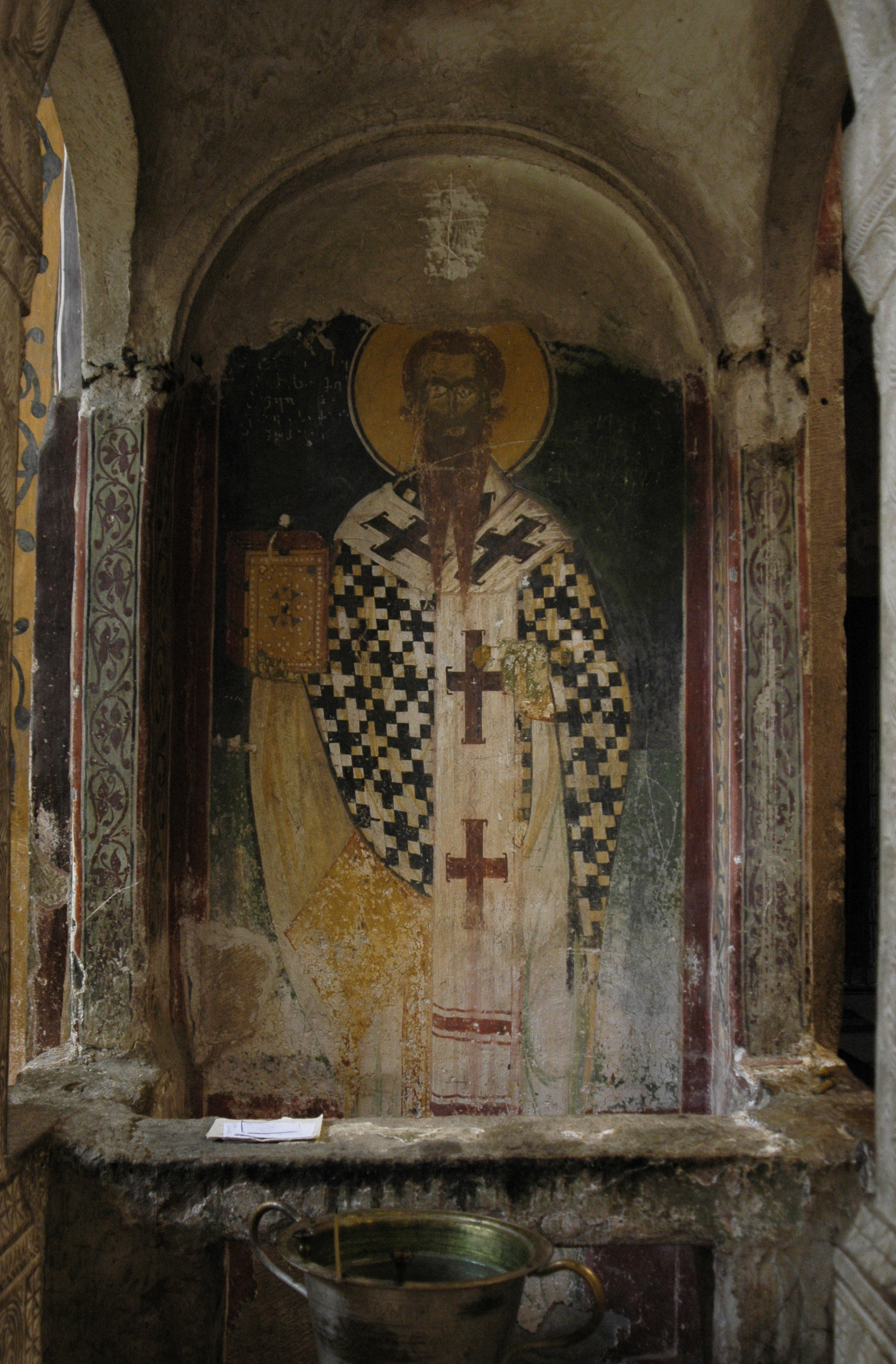
دير غيلاتي. كنيسة العذراء. جدارية.
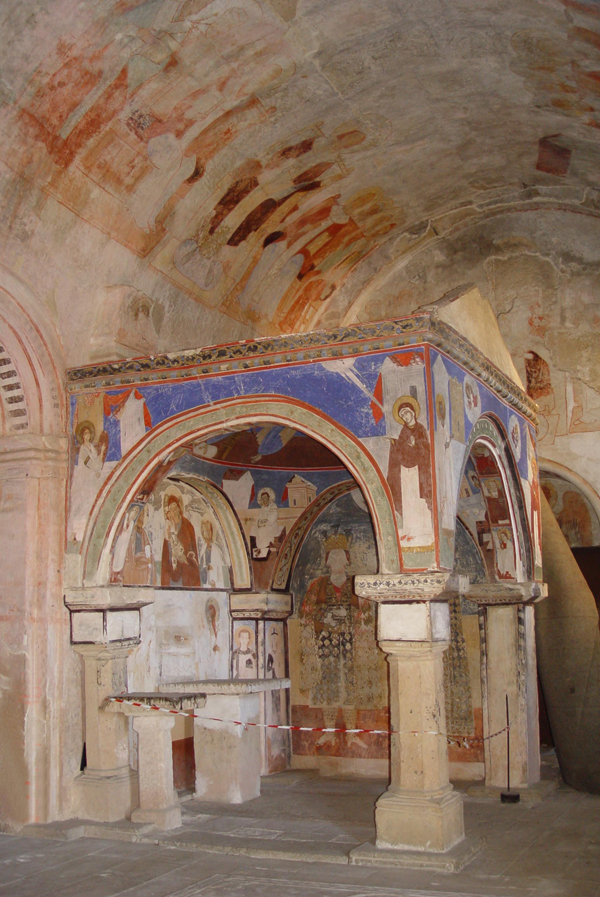
ضريح في كنيسة الدير
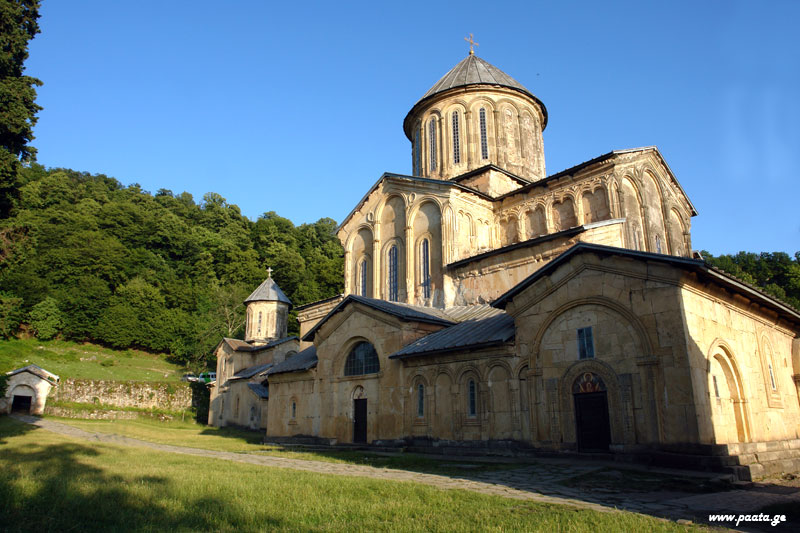
دير غيلاتي
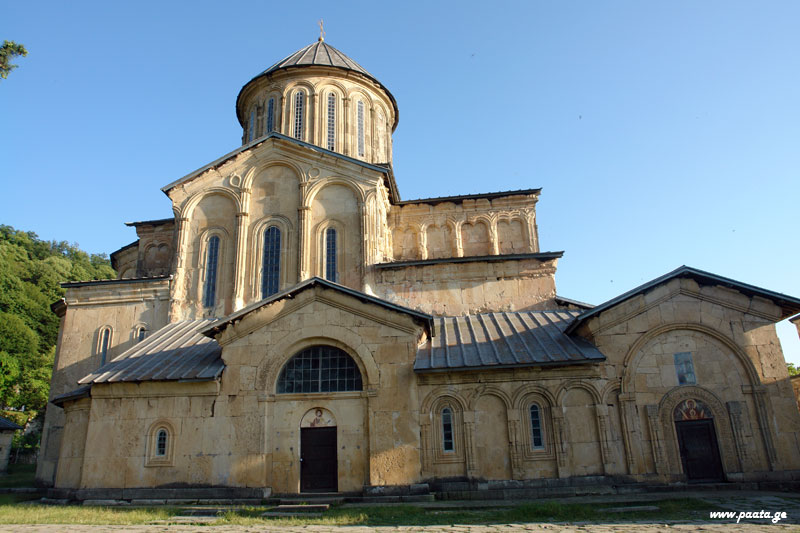
دير غيلاتي
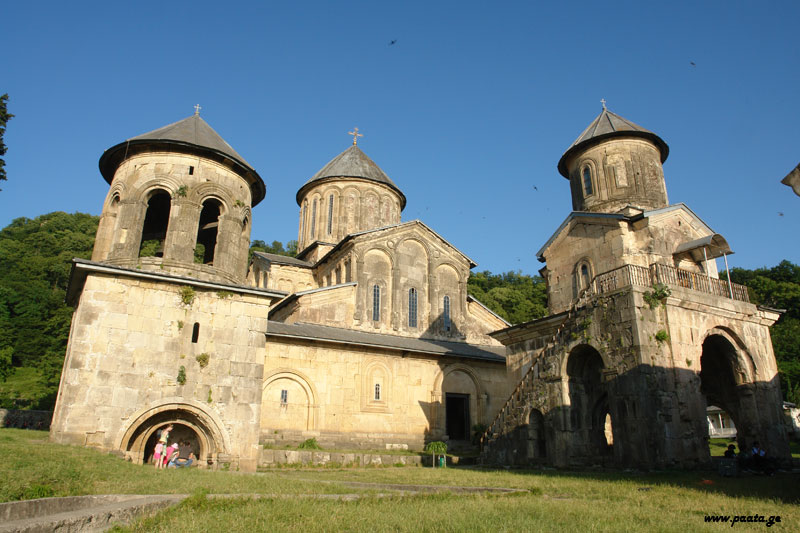
دير غيلاتي
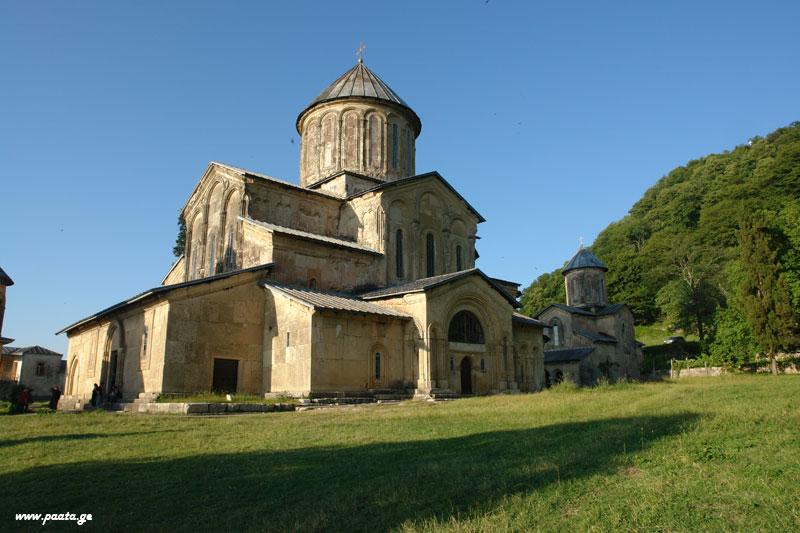
دير غيلاتي
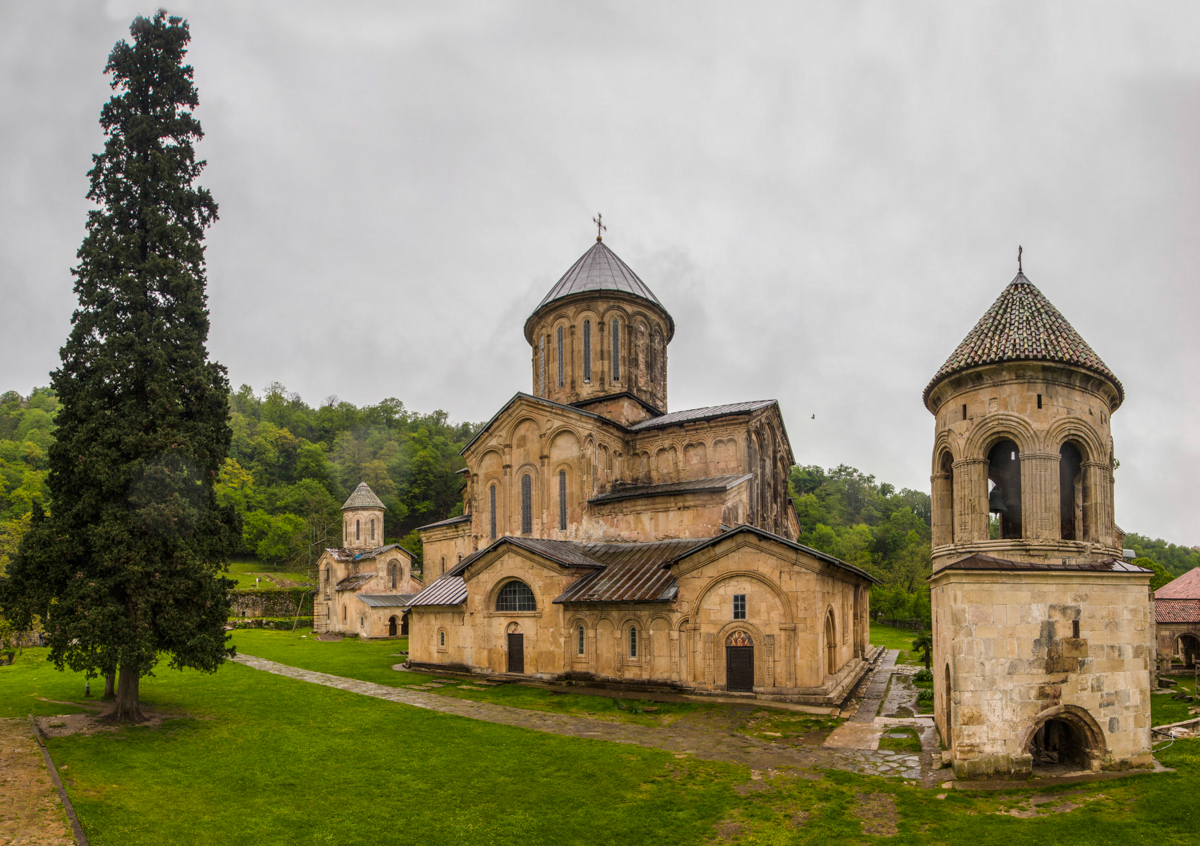
دير غيلاتي
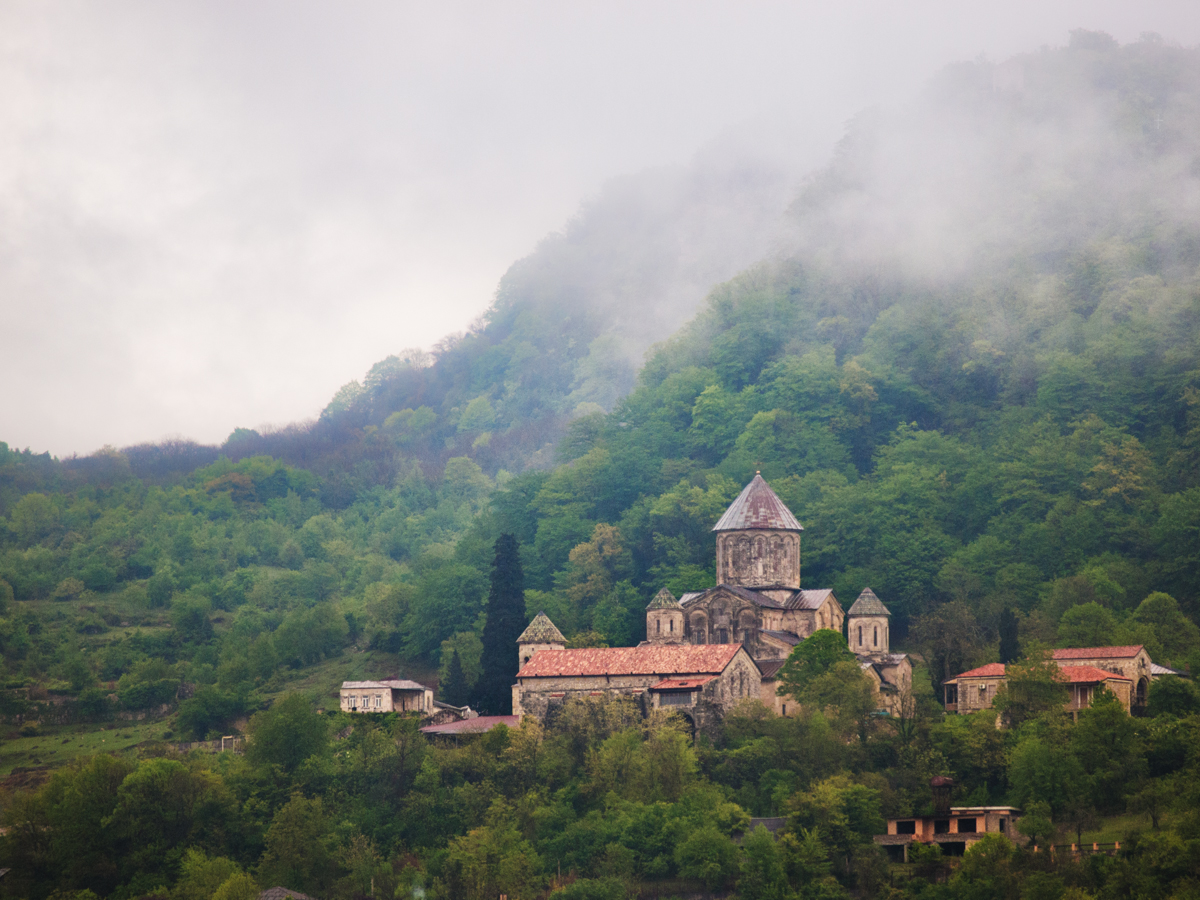
دير غيلاتي
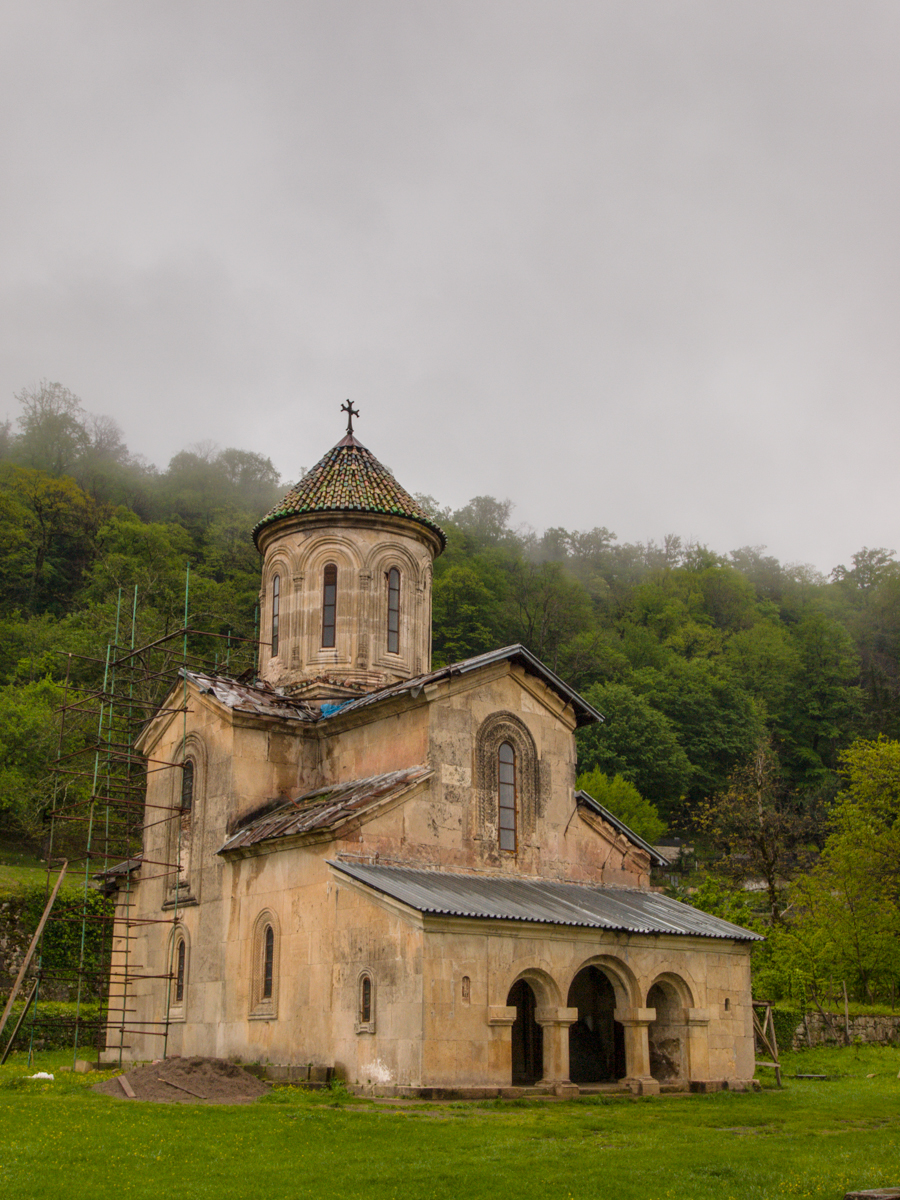
دير غيلاتي
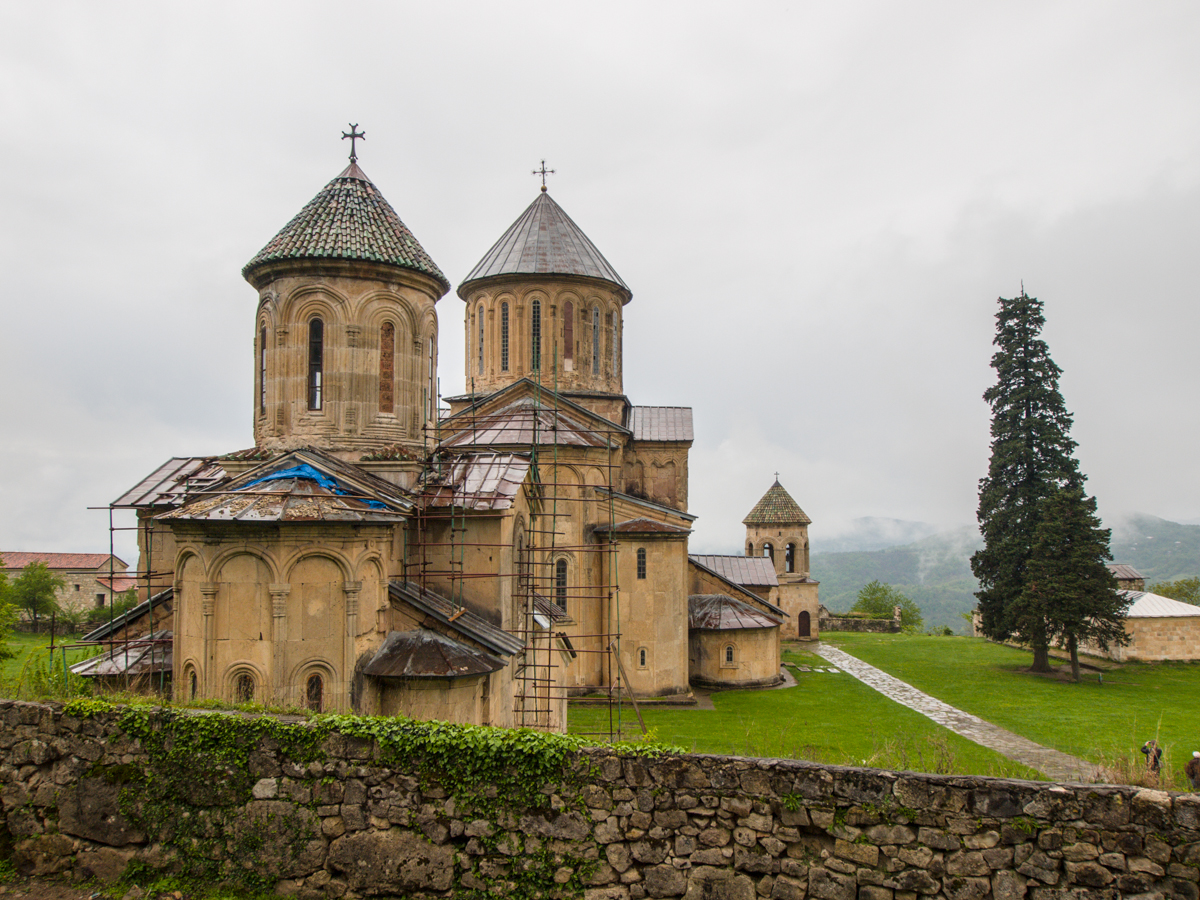
دير غيلاتي